# Tanko Abass
Tanko Abass (né le 21 septembre 1973) est un athlète ghanéen.

## Palmarès
| Date | Compétition            | Lieu   | Résultat | Épreuve   | Performance |
| ---- | ---------------------- | ------ | -------- | --------- | ----------- |
| 1993 | Championnats d'Afrique | Durban | 1er      | 4 x 100 m | 39 s 53     |

## Records
| Épreuve    | Performance | Lieu       | Date         |
| ---------- | ----------- | ---------- | ------------ |
| 100 mètres | 10 s 45     | Sherbrooke | 16 juin 2001 |